# 나의 고향
나의 고향(Vesnicko Ma Strediskova, My Sweet Little Village)은 체코에서 제작된 이르지 멘젤 감독의 1985년 영화이다. 마리안 라부다 등이 주연으로 출연하였다.

## 출연

### 주연
- 마리안 라부다

### 조연
- 루돌프 흐루신스키
- 피트르 세펙
- 리부셰 사프란코바